# Farsø Sygehus
Aalborg Universitetshospital, Farsø – tidligere Farsø Sygehus – blev åbnet i Farsø i 1894.

## Faciliteter
Sygehuset er i dag specialiseret i ortopædkirurgi. Det opererer skuldre, albuer og rygge samt udskifter knæ og hofter. Der er anæstesifunktion, sterilcentral og sengeafsnit med plads til 24 patienter, fordelt på 16 sengestuer. Dertil kommer ortopædkirurgisk ambulatorium, rygambulatorium og fysio/ergoterapi. Øvrige faciliteter:
- skadestue
- medicinsk dagafsnit, der behandler fx diabetes, mave-tarmsygdomme og mildere hjertetilfælde
- klinisk biokemisk ambulatorium, der tager blodprøver og EKG samt foretager knoglemineralscanning
- palliativt afsnit, der foretager smertelindring på især kræftpatienter

## Historie
Befolkningsudviklingen i sidste halvdel af 1800-tallet og loven fra 1892 om vederlagsfri behandling af folk, som blev ramt af en af datidens frygtede epidemi-sygdomme, skabte behovet for et sygehus i Farsø. Amtsrådet besluttede, at arkitekterne Momme og Olsen fra København skulle lave de nødvendige tegninger. 15. august 1893 blev opførelsen af sygehuset udbudt i licitation.
1. november 1894 blev Farsø Sygehus åbnet for modtagelse af patienter. Byggeriet omfattede ud over selve sygehuset et epidemihus, et udhus og et tørvehus. Der var plads til 8-10 patienter i selve sygehuset, fordelt på 3-, 2- og 1-sengsstuer. Dertil kom en celle til anbringelse af en sindssyg, en operationsstue, kontorer mv.
Efter tilbygninger i 1915, 1923, 1937-1938 – hvor de to gamle bygninger blev forbundet – 1971 og 1993 havde sygehuset ved sit 100 års jubilæum 80 medicinske sengepladser, 32 kirurgiske sengepladser og 4 barselssenge med vuggepladser. Der var 6.500 årlige indlæggelser med 38.500 sengedage, og der blev udført 7.100 ambulante behandlinger.
En del af sygehuset blev i 2011 bygget om til lejligheder, men hele det sammenhængende kompleks syd for Højgårdsvej udnyttes af hospitalet.

## Lokal støtte
Ved sin død efterlod en borger fra lokalområdet i november 2016 1 mio. kr. til sygehuset.